# Pałac w Lipowej
Pałac w Lipowej – zabytkowy pałac wybudowany w XVI w. w Lipowej jako renesansowy dwór.

## Położenie
Pałac położony jest w Lipowej – wsi w Polsce, w województwie dolnośląskim, w powiecie strzelińskim, w gminie Kondratowice.